# Alexandra Donchenko
Alexandra Nikolaevna Donchenko (em russo:  Алекса́ндра Никола́евна Донченко, transl. Aleksándra Nykoláevna Donchenko; Nikolaev, 1910 - Leningrado, 1983) foi capitã-engenheira de 1º posto da Marinha Soviética, chefe de um grupo de projetistas de navios de guerra e submarinos. Membro do PCUS, candidata a ciências técnicas. A única mulher na URSS que se formou na Academia Naval.

## Biografia

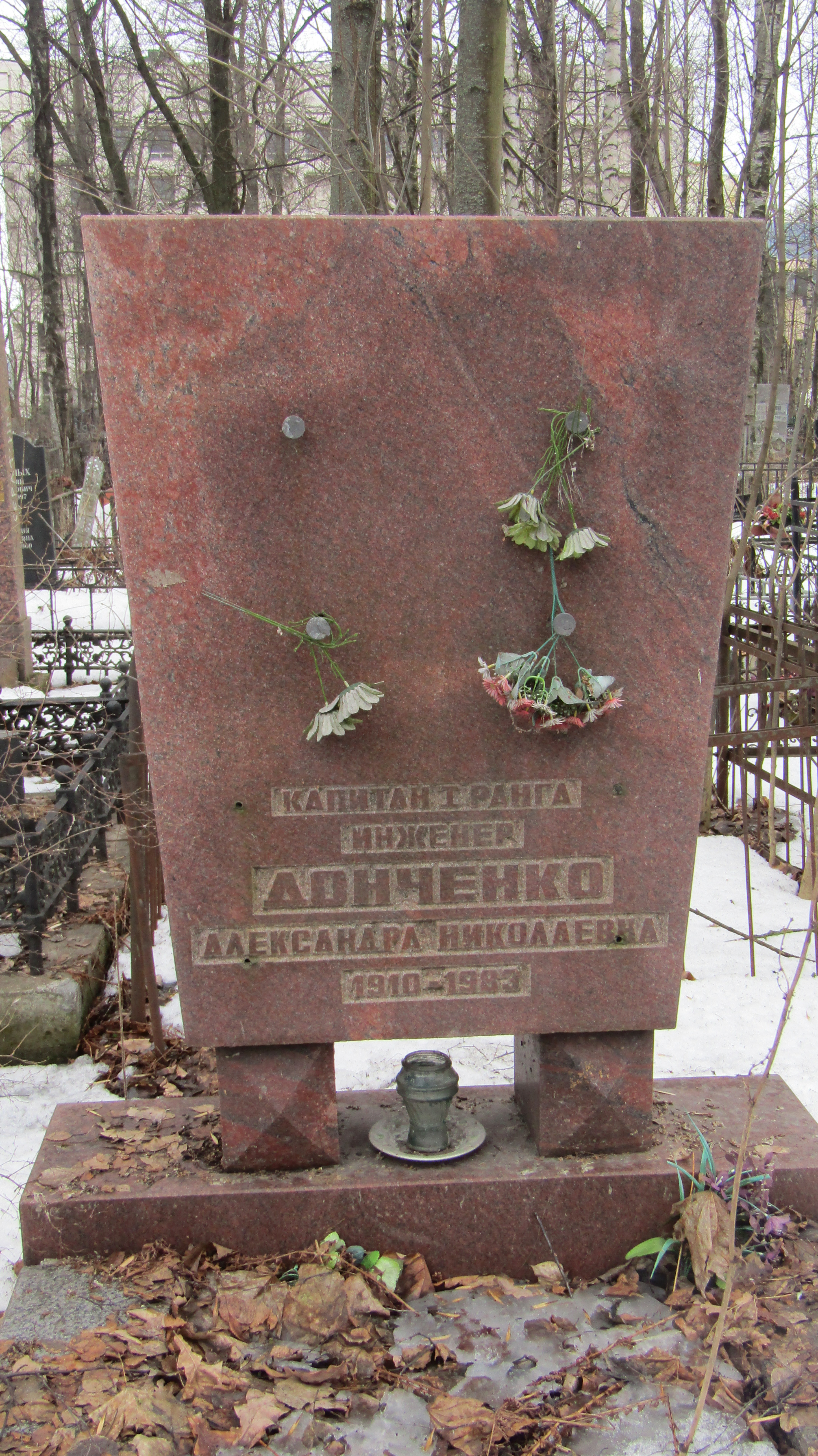
Túmulo de Alexandra Donchenko no Cemitério Serafimovskoe, em São Petersburgo

Alexandra Donchenko nasceu em 1910 em Nikolaev, no então Império Russo, em uma família de construtores navais hereditários do Mar Negro. Seu pai, Nikolai Timofeevich, veio para a Naval, como o Estaleiro do Mar Negro em Nikolaev era então chamado em 1909.
Formada pelo Instituto de Construção Naval de Nikolaev, após a formatura foi enviada, junto com outros jovens especialistas, para construir novos navios.
Entrou no Exército Vermelho em 1936. Se formou na Academia Naval de Leningrado, onde estudou com personalidades da arte da construção naval como Alexei Krylov, Yulian Shimansky e Pyotr Papkovich. Em março de 1939, Alexandra Donchenko defendeu sua tese com louvor. Ela foi certificada como pesquisadora por um engenheiro militar de 3º posto.
Tornou-se membro do PCUS(b) em 1939 e, na primavera de 1941, recebeu o posto de engenheira militar de 2º posto antes do previsto. Foi premiada com a medalha "Pela Defesa de Leningrado".
Pelo desenvolvimento e teste do caçador marítimo blindado (ASH), reduzindo o tempo de sua construção e, como resultado, superando o plano em 50% (foram entregues 9 barcos em vez dos 6 planejados), uma boa preparação de testes de mar (15 AMS foram entregues sem acidentes) - Por ordem da Frota da Bandeira Vermelha do Báltico nº 121 de 22 de novembro de 1943, a Major-Engenheira Donchenko foi condecorada com a Ordem da Estrela Vermelha.
A partir de 1962, ela tinha o posto de capitã-engenheira de 1º posto, e foi observadora da construção do submarino nuclear experimental K-27. Este é o único caso em que um cargo deste nível foi ocupado por uma dirigente do sexo feminino. Ela se aposentou com o posto de capitã-engenheira de 1º posto e morreu em 1983.

## Memória
Em 1975, na escola nº 269 (agora nº 585) do distrito de Kirov em Leningrado, Alexandra Nikolaevna, juntamente com professores - Lidia Mikhailovna Tsvetkova e Antonina Ivanovna Karanova - criaram uma sala de glória militar para submarinistas do Báltico. A energia incansável de Alexandra Nikolaevna contribuiu para que a modesta sala da glória militar se transformasse num museu de importância para toda a cidade.

## Condecorações
- Ordem da Estrela Vermelha
- Medalha pela Defesa de Leningrado
- Medalha "pela vitória sobre a Alemanha na Grande Guerra Patriótica 1941-1945"